# Bodu Bala Sena
Bodu Bala Sena, (del cingalés: Ejército de Fuerza Budista) comúnmente abreviado como BBS es una organización organización budista cingalesa antiliberal, ultranacionalista, de extrema derecha, y una facción escindida del partido nacionalista de derecha Jathika Hela Urumaya. La BBS generalmente se opone a las ideologías pluralistas y democráticas, criticando a los monjes budistas no extremistas por no tomar medidas contra el surgimiento de otras religiones dentro de Sri Lanka 

## Historia

### Fundación
La BBS fue fundada por los monjes Kirama Wimalajothi y Galagoda Aththe Gnanasaara después de que se separaron del partido Jathika Hela Urumaya (JHU). Gnanasaara había sido uno de los candidatos de la JHU en el distrito de Colombo en las elecciones parlamentarias de 2004. Una de las primeras campañas del BBS fue respecto a budistas de Sri Lanka que trabajaban en Medio Oriente, a quienes, según BBS, se les impedía practicar su religión y se les castigaba duramente si se descubría que lo hacían.
El BBS celebró su primera convención nacional en el Salón de Conferencias Internacional Bandaranaike Memorial el 28 de julio de 2012. La convención aprobó cinco resoluciones que, entre otras cosas, pedían la prohibición de la vasectomía y la ligadura de trompas en centros de salud gubernamentales, el reemplazo de los diversos sistemas legales utilizados en el país por un sistema legal único, un trato preferencial en la admisión universitaria para los estudiantes que asistieron a clases de Budismo, uso de monjes en escuelas públicas para enseñar historia y otras clases, y evitar cualquier solución basada en la raza o la religión para los problemas étnicos.
El BBS realizó una protesta en la Alta Comisión de Bangladesh en Colombo el 4 de octubre de 2012 contra los disturbios antibudistas en Bangladés. Algunos de los manifestantes arrojaron piedras y botellas al Alto Comisionado.
El 14 de octubre de 2012, BBS irrumpió en una casa en Batakettara, Homagama, Piliyandala donde alega que un pastor cristiano llamado Dinesh y otros de un grupo evangélico llamado El Nombre del Señor Jesús intentaban convertir a budistas cingaleses. El pastor fue liberado más tarde, pero siete personas fueron arrestadas bajo cargos de secuestro luego de que la familia del pastor presentara denuncias. Al día siguiente, BBS llevó a cabo una protesta frente a la comisaría de policía de Piliyandala exigiendo que los siete arrestados fueran liberados.
La BBS celebró una manifestación de protesta en Badulla el 25 de octubre de 2012 contra la supuesta conversión, el vandalismo de sitios budistas y el terrorismo islámico. Realizaron una protesta ante el Departamento de Arqueología el 29 de noviembre de 2012, instando a las autoridades a proteger los sitios arqueológicos en la Provincia del Este.
La BBS irrumpió en la Facultad de Derecho de Sri Lanka en Hultsdorf, Colombo, el 7 de enero de 2013, alegando que los resultados de los exámenes estaban siendo distorsionados a favor de los estudiantes musulmanes. Las acusaciones no eran ciertas, pero la universidad se vio obligada a retrasar una semana la inscripción de nuevos estudiantes para poder investigarlas.
La BBS irrumpió en el hotel Cinnamon Bay en Moragalla, Beruwala, el 21 de enero de 2013, alegando que el local contenía un "bar de Buda" (asociar símbolos sagrados con lugares como bares se considera un sacrilegio). La policía arrestó a dos directores de hotel por organizar el evento "Buddha bar". La policía arrestó a dos directores de hotel por organizar el evento "Buddha bar".
El presidente Mahinda Rajapaksa y los ministros del gobierno se reunieron con la BBS el 27 de enero de 2013 en la Casa del Primer Ministro, Colombo. Después de la reunión, el presidente emitió una declaración en la que instaba a la BBS y a otros monjes a evitar conflictos con otras comunidades religiosas, pero esta declaración sólo se emitió en inglés, no en cingalés, que es el idioma de la mayoría de los partidarios de la BBS.
La oposición Partido Nacional Unido se reunió con el BBS el 12 de febrero de 2013. La BBS organizó una reunión en Maharagama, Colombo, el 17 de febrero de 2013, a la que asistieron unas 16,000 personas, incluidos 1,300 monjes. En la manifestación, el secretario general de BBS, Galagoda Aththe Gnanasara, declaró: "Este es un gobierno creado por budistas cingaleses y debe seguir siendo budista cingalés. Este es un país cingalés, un gobierno cingalés. Los valores democráticos y pluralistas están matando a la raza cingalesa".
También dijo a la multitud en la manifestación que "deben convertirse en una fuerza policial civil no oficial contra el extremismo musulmán. Estos supuestos demócratas están destruyendo la raza cingalés". En la manifestación, la BBS dio a conocer la "Declaración de Maharagama", una resolución de diez puntos que, además del fin de la certificación halal, pedía la prohibición de que las mujeres de Sri Lanka vayan a trabajar a Oriente Medio; fin de la construcción de mezquitas financiadas por Oriente Medio; y prohibir algunos anticonceptivos.
En febrero de 2013, el exlíder de BBS, Kirama Wimalajothi, pidió la prohibición del burka en el país. La BBS también ha hecho campaña contra la abaya. La BBS se reunió con el teniente general Jagath Jayasuriya, el general de división Shavendra Silva y otros miembros del ejército de Sri Lanka a finales de febrero de 2013 para discutir sobre grupos musulmanes extremistas que, según la BBS, estaban operando en el país. BBS también se reunió con el IGP N. K. Illangakoon de la policía el 1 de marzo de 2013 para discutir los mismos temas.
Meth Sevana, el centro cultural y de formación de BBS en Pilana, Wanchawala, distrito de Galle, fue inaugurado oficialmente el 9 de marzo de 2013 por el secretario de Defensa invitado principal Gotabaya Rajapaksa, hermano del presidente Mahinda Rajapaksa. La BBS celebró una manifestación en Kandy el 17 de marzo de 2013 en la que anunció que trabajaría para eliminar una mezquita del siglo X en el complejo del monasterio budista de Kuragala en distrito de Ratnapura.
En la manifestación, BBS alegó que fundamentalistas musulmanes se habían apoderado del sitio y destruido el patrimonio budista. El secretario general de BBS, Galagoda Aththe Gnanasara, acusó a las cadenas minoristas Fashion Bug y No Limit, de propiedad musulmana, de convertir a sus empleados budistas cingaleses al Islam.
La BBS celebró una manifestación en Panadura el 24 de marzo de 2013 en la que pidió al país que se manifestara contra los extremistas cristianos y musulmanes, insistiendo en que Sri Lanka era un país budista cingalés, no un país multirracial o multirreligioso. En la manifestación, BBS pidió que Alto Comisionado Ferial Ashraff fuera retirado de Singapur por presuntamente llevar a cabo actividades anti-cingalesas. En la manifestación, BBS anunció que se podía descargar un tono de llamada de Mobitel, el operador de telefonía móvil estatal, lo que recaudaría fondos para BBS. Esto provocó protestas de los clientes de Mobitel y la empresa se vio obligada a disculparse por causar "angustia emocional". El 25 de marzo de 2013 se celebró una protesta nacional de musulmanes contra la BBS y la JHU. Las protestas fueron organizadas por la Organización de Derechos Musulmanes (MRO). El mismo día se observó un hartal en la Provincia Oriental contra la postura antimusulmana de la BBS.
La tienda de ropa "Fashion Bug", de propiedad musulmana, en Pepiliyana, distrito de Colombo, fue atacada el 28 de marzo de 2013 por una turba encabezada por monjes budistas. Algunos informes sugirieron que BBS estaba detrás del ataque. BBS negó cualquier participación y condenó el ataque.
El 31 de marzo de 2013 se informó que el gobierno iba a prohibir varios grupos, incluido el BBS.
En reacción a los informes, el secretario general de BBS, Galagoda Aththe Gnanasara, describió al Ministro de Idiomas Nacionales e Integración Social Vasudeva Nanayakkara como una desgracia y un pacifista, diciendo: "Estos ministros deberían ser enviados a Angoda una vez cada tres meses, para tener sus jefes examinado". Nanayakkara negó los informes y dijo que el gobierno no iba a prohibir grupos extremistas como la BBS, que sólo estaba considerando prohibir el discurso de odio.
En abril de 2013, un grupo de miembros de BBS liderado por el secretario general Galagoda Aththe Gnanasara visitó Estados Unidos para crear conciencia sobre la organización y contrarrestar su imagen negativa.
En agosto de 2014, Gnanasara Thera criticó al Gobierno por permitir que la Organización Nacional de Monoteísmo (SLTJ) de Sri Lanka llevara a cabo protestas contra Israel debido a la guerra en curso en Gaza. Thera señaló que Israel suministró una variedad de armamentos, incluidos aviones Kfir, naves de ataque rápido de clase Dvora y Shaldag, vehículos aéreos no tripulados, sistemas antimisiles para helicópteros artillados Mil Mi-24 y entrenamiento de combate. En 2014, Gnanasara Thera y la BBS firmaron un pacto con Ashin Wirathu de Myanmar y el Movimiento 969 para construir una Alianza Budista con el fin de proteger al Buda Sasana. También invitaron a todas las "personas amantes de la paz" de otras religiones, incluidos musulmanes y cristianos. Sin embargo, Wirathu y el Movimiento 696 son acusados de ser figuras clave en los disturbios antimusulmanes disturbios antimusulmanes de Myanmar de 2013 y las dibersas masacre en el país. El presidente de la Federación Hindú, N. Arunakanth, también estuvo presente y afirmó que también estaban en conversaciones con varias organizaciones hindúes indias.
En 2019, Gnanasara Thera y BBS se unieron a las protestas en toda la isla de varias organizaciones y líderes religiosos lideradas por la protesta de ayuno de Athuraliye Rathana Thera contra el ministro musulmán Rishad Bathiudeen y los gobernadores Azath Salley y M. L. A. M Hizbullah por sus presuntos vínculos con los islamistas, exigiendo sus renuncias. El mismo día, todos los ministros musulmanes de Sri Lanka y sus adjuntos dimitieron de sus puestos durante un mes y pidieron que se probaran las acusaciones en ese plazo. Hasta que regresen, sus ministerios estarán a cargo del primer ministro. Sin embargo, Gnanasara criticó más tarde a Rathana Thera por tomar asuntos en sus propias manos, lo que, según él, barrió los "problemas principales" debajo de la alfombra. También señaló que la protesta debería haberse realizado antes, inmediatamente después de los atentados de Pascua de 2019, y hacerlo ahora podría empujar a los musulmanes tradicionales al extremismo.

## Organización

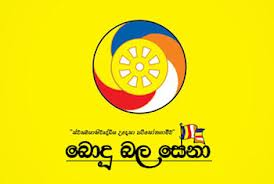
Bandera alternativa usada por el BBS

Galagoda Aththe Gnanasara y Dilanthe Withanage son la Secretaría General y Directora Ejecutiva de BBS respectivamente. Su sede está ubicada en Sri Sambuddha Jayanthi Mandira en Colombo. Sri Sambuddha Jayanthi Mandira es propiedad del Centro Cultural Budista, una organización también fundada por el exlíder Kirama Wimalajothi. El Centro Cultural Budista fue inaugurado por el Presidente Mahinda Rajapaksa el 15 de mayo de 2011.

### Afiliaciones e ideología
La BBS junto con Ravana Balaya, Sinhala Ravaya y Mahasohon Balakaya se encuentran entre una nueva ola de organizaciones en Sri Lanka que impulsan una "nueva marca" de nacionalismo con un mayor énfasis en la religión con tendencias más militantes para proteger. La tierra madre. El Bodu Bala Sena afirma operar junto con el Sinhala Rawaya y el Ravana Balaya en la campaña Extrema derecha Sinha Le, que se opone a la comunidad LGBQ+ , Islam y Tamil Eelam. La organización atrae el apoyo de monjes "de sangre caliente" y jóvenes de clase media baja.

## Polémica con la certificación Halal
En febrero de 2013, La BBS inició una campaña contra el sistema de certificación halal en el país. En Sri Lanka, la certificación halal la lleva a cabo el All Ceylon Jamiyyathul Ulama (ACJU), el grupo de clérigos islámicos, en Sri Lanka. Los certificados solo se emiten a empresas que lo solicitan, y el certificado se emite por una tarifa donde la ACJU utiliza las contribuciones para financiar actividades religiosas islámicas. La BBS inicialmente amenazó con llevar a la ACJU a los tribunales. Más tarde amenazaron con lanzar una campaña de agitación contra la certificación halal, afirmando que "ellos [los musulmanes] están tratando de imponer sus productos alimenticios rituales en este país. El próximo plan es implementar la ley Sharia. Ya hay musulmanes sistema bancario en el país." En la manifestación celebrada en Maharagama el 17 de febrero de 2013, la BBS anunció que pedía la abolición del sistema de certificación halal y exigía que las tiendas quedaran libres de carne halal en abril.
A finales de febrero de 2013, la ACJU ofreció traspasar la responsabilidad de la certificación halal al gobierno, pero esto fue rechazado por la BBS, que pidió la certificación halal de erradicación completa en el país. La BBS criticó a la ACJU como "matones arrogantes, corruptos, ladrones y del hampa". El gobierno también se negó a hacerse cargo de la certificación halal debido a la presión ejercida por la BBS.
La BBS irrumpió en una instalación de inspección de carne en Dematagoda dirigida por el Consejo Municipal de Colombo (CMC) el 1 de marzo de 2013, alegando que en las instalaciones se estaban sacrificando terneros jóvenes, vacas preñadas y búfalas de agua. El sacrificio de terneros es ilegal en Colombo. La BBS era incorrecta: los funcionarios de CMC estaban utilizando las instalaciones para inspeccionar la carne antes de distribuirla por la ciudad. Se celebraron reuniones entre la ACJU, la Cámara de Comercio de Ceilán (CCC) y el clero budista y el 11 de marzo de 2013 se anunció un compromiso. La ACJU dejaría de añadir el logotipo halal en los productos para consumo local, pero seguiría utilizándolos. para productos que se exportan a países islámicos donde es obligatorio. Esta oferta también fue rechazada el 7 de marzo de 2013 por la BBS, que siguió exigiendo "la erradicación de todo el proceso Halal".
La BBS atacó a continuación a los responsables del compromiso. Acusaron a Milinda Moragoda, una ministra del gobierno, de "crear una alianza interreligiosa impía e intentar destruir a nuestros monjes eruditos. Estos venerados Bhikkhu están ahora en manos de los infieles". Calificaron al clero budista como "líderes pseudobudistas que nunca se opusieron al extremismo musulmán y al fundamentalismo cristiano". Acusaron a la presidenta del CCC, Susantha Ratnayake, de tener un "bar de Buda" en un hotel donde se ejecuta.
El gobierno declaró el 13 de marzo de 2013 que la ACJU no tenía competencia para emitir certificados halal y que sería necesario formular una nueva forma de certificar los productos halal. El 17 de marzo de 2013, la BBS declaró la victoria en su batalla contra el halal y dijo que no hablaría de halal en el futuro.

## Disturbios antimusulmanes de 2014

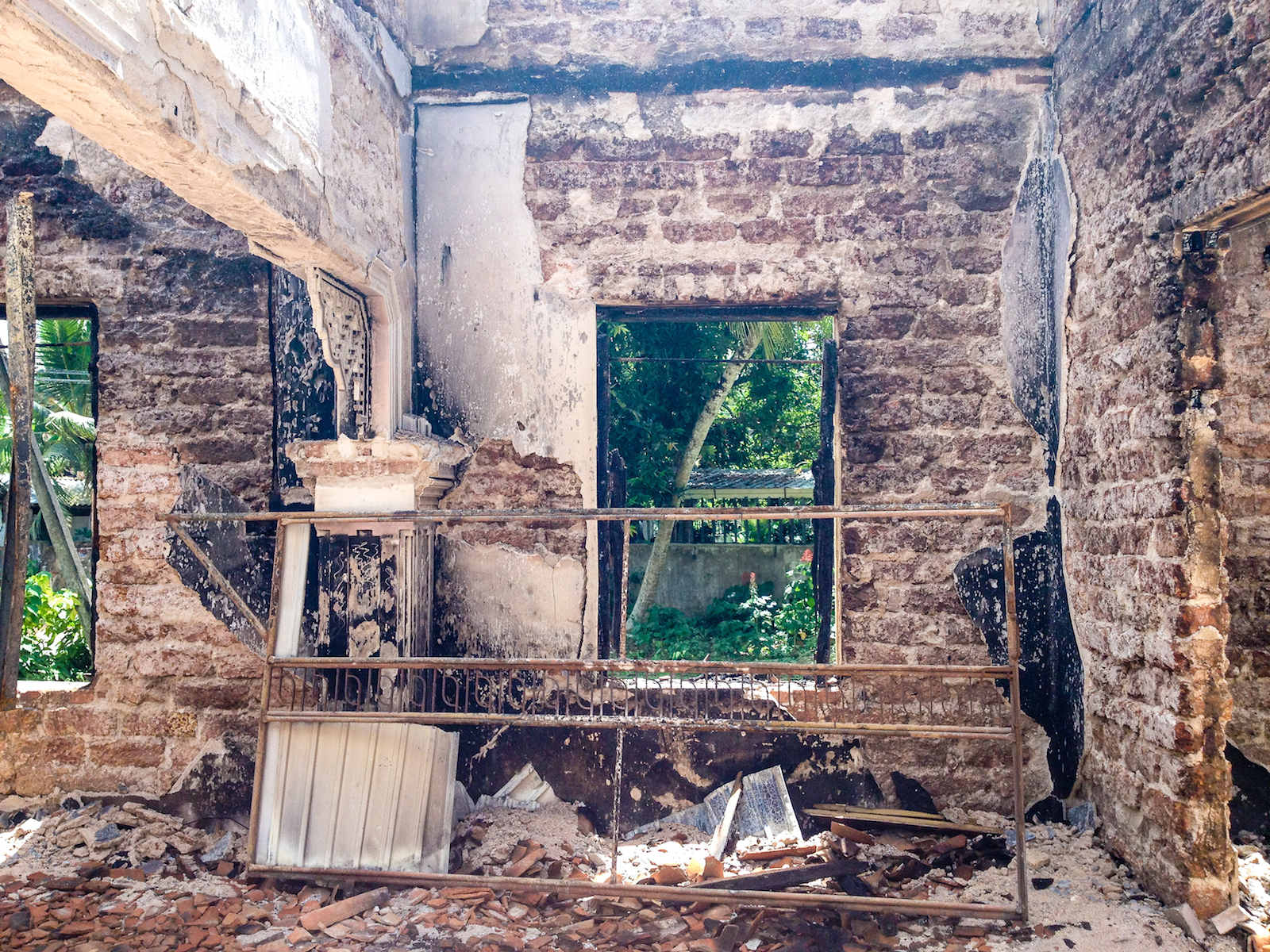
Una casa destruida durante los disturbios de los atacantes.

En la festividal del Poya (12 de junio de 2014) el monje budista Ayagama Samitha y su conductor fueron presuntamente agredidos por musulmanes en el pueblo de Dharga Town. Una turba del templo de Samitha, junto con el sacerdote, irrumpió en la comisaría de policía de Aluthgama exigiendo que se tomaran medidas inmediatas. Tres musulmanes fueron arrestados y en prisión preventiva hasta el 25 de junio de 2014 por los tribunales. Esa noche surgió una situación tensa en Aluthgama, Kalutara cuando un grupo de budistas cingaleses comenzó a protestar contra el presunto asalto. La protesta se tornó violenta y la turba comenzó a arrojar piedras a la policía y a atacar tiendas musulmanas.
Tres personas fueron arrestadas por la violencia. El 15 de junio de 2014, la BBS organizó manifestaciones en Aluthgama, Beruwala y la ciudad de Dharga en el distrito de Kalutara. Dirigiéndose a una multitud que lo vitoreaba en Aluthgama, el líder de BBS, Galagoda Aththe Gnanasaara, amenazó: "En este país todavía tenemos una "policía cingalés"; todavía tenemos un "ejército cingalés". Después de hoy, si un solo Marakkalaya [musulmán, en contexto usado despectivamente] o algún otro paraya [extraterrestre, marginado, también un término despectivo] toca a un solo cingalés... será su fin."
Después de su manifestación, la BBS entró en la ciudad de Dharga cantando consignas antimusulmanas. Según se informa, los residentes musulmanes locales comenzaron a arrojar piedras al convoy de BBS, lo que provocó enfrentamientos violentos entre los dos grupos. Testigos presenciales informaron que se habían apedreado casas musulmanas y una mezquita. Los musulmanes fueron sacados de autobuses y asaltados mientras la turba budista lanzaba cócteles molotov, quemando y saqueando tiendas y hogares musulmanes. Los residentes musulmanes se vieron obligados a huir de sus hogares y buscar refugio en mezquitas y centros comunitarios. También hubo disturbios en Beruwala. Al menos cuatro personas murieron y 80 resultaron heridas. Cientos de personas quedaron sin hogar tras los ataques a viviendas, tiendas, fábricas, mezquitas y una guardería,  y 10,000 personas (8.000 musulmanes y 2.000 cingaleses) fueron desplazadas por los disturbios. La BBS fue ampliamente culpada de incitar a los disturbios, pero ha negado su responsabilidad.